# Рассказов, Кирилл Евгеньевич
Кирилл Евгеньевич Рассказов (3 мая 1992, Омск) — российский хоккеист, нападающий.
Воспитанник омского хоккея. На данный момент, состоит в составе «Омских Ястребов»

## Карьера
Играя за Авангард сыграл сорок матчей, по итогом который забросил 2 шайбы
В 2012-2013 годах стал двукратным обладателем Кубка Харламова
14 ноября 2022 года, выступая за «Витязь», сделал хет-трик в ворота «Нефтехимика» (4:5). Всего в сезоне 2022/23 набрал 30 очков (15+15) в 68 матчах регулярного сезона КХЛ.
1 мая 2023 года заключил двухлетний контракт с «Сочи».
17 декабря 2024 года хоккейные клубы «Сибирь» и «Сочи» совершили обмен, в результате которого Рассказов перешёл в «Сибирь».